# Autopista del Aconcagua
La Autopista del Aconcagua GLOBALVIA es la denominación de la sección concesionada de la Ruta CH-5, que comprende las regiones de Coquimbo, Valparaíso y Metropolitana de Santiago en el Valle Central de Chile, desde Santiago Hasta Los Vilos.
Corresponde a la Concesión Sociedad Concesionaria Autopista del Aconcagua S.A. 
El trazado comprendido entre Los Vilos y Quínquimo corresponde al Proyecto Turístico Ruta Costera. Algunos sectores son considerados como "Autovía de 1ª generación", porque nada más se hizo un desdoblamiento de calzada e incorporación de enlaces sobre y bajo nivel.

## Autopista del Aconcagua

### Sectores en Autopista
- Los Vilos-Túnel El Melón 94 km de doble calzada. (km 135-229)
- By Pass Los Vilos 3 km de doble calzada. (km 224-227)
- Cuesta El Melón 8 km de simple calzada. (km 127-135)
- Túnel El Melón-Peaje Lampa 102 km de doble calzada. (km 25-127)
- Sector Las Chilcas Cuesta Las Chilcas. (km 74-79)
- Sector Montenegro Cuesta la Trampilla. (km 57-61)
- Sector Huertos Familiares Cuesta El Manzano. (km 32-35)
- Peaje Lampa-Buenaventura 11 km de triple calzada. (km 14-25)
- Buenaventura-Autopista VNE 3 km de Cuádruple Calzada. (km 11-14)

### Enlaces
- Autopista del Elqui
- kilómetro 229.2 Fin De Autopista Del Aconcagua.
- kilómetro 228 Nuevo Enlace Illapel.
- kilómetro 227 Acceso Norte Los Vilos.
- kilómetro 224 Los Vilos Sur.
- kilómetro 215 L'incontro.
- kilómetro 210 Totoralillo.
- kilómetro 200 Guangualí-Quilimarí, Salida Alternativa.
- kilómetro 199 Guangualí-Pichidangui-Quilimarí.
- kilómetro 196 Pichidangui Zona Oriente
- kilómetro 195 Pichidangui Zona Poniente (solo Vehículos Livianos)
- kilómetro 187 Los Molles
- kilómetro 180 La Ballena
- kilómetro 174 Pichicuy
- kilómetro 170 Huaquén-Retorno
- kilómetro 163 Longotoma
- kilómetro 157 Pullally
- kilómetro 156 Carabineros de Chile Tenencia de Carreteras Petorca
- kilómetro 154 La Ligua·Cabildo-Petorca·Papudo-Zapallar
- kilómetro 147 La Ligua·Cabildo-Petorca
- kilómetro 139 Catapilco-Maitencillo
- kilómetro 135 Santiago Cuesta El Melón
- kilómetro 133 Túnel El Melón I (sentido hacia Santiago)
- kilómetro 130 Túnel El Melón II (sentido hacia La Serena)
- kilómetro 127 La Serena Cuesta El Melón
- kilómetro 121 El Cobre-El Melón
- kilómetro 117 Nogales-Puchuncaví
- kilómetro 115 Nuevo Enlace Nogales.
- kilómetro 111 La Peña-La Calera-Nogales
- kilómetro 109 Viña del Mar-Quillota-Autopista Los Andes
- kilómetro 107 Carabineros de Chile Tenencia de Carreteras Hijuelas
- kilómetro 106 Hijuelas Retorno.
- kilómetro 101 Romeral.
- kilómetro 98 Ocoa Retorno.
- kilómetro 94 Túnel La Calavera I (dirección La Serena) y II (dirección Santiago).
- kilómetro 88 Llay Llay-Los Andes-Portillo-Mendoza-Autopista Los Andes
- kilómetro 86 Nuevo Enlace Llay Llay.
- kilómetro 84 El Salitre-El Porvenir-Llay Llay.
- kilómetro 81 El Sauce-Santa Teresa.
- kilómetro 69 Retorno Las Blancas.
- kilómetro 62 Montenegro-Vertedero Retorno.
- kilómetro 54 Rungue Retorno.
- kilómetro 41 Cuesta La Dormida-Quilapilún-Til-Til
- kilómetro 36 Los Andes-Portillo-Mendoza (Ruta 71)
- kilómetro 31 El Manzano Retorno.
- kilómetro 27 Carabineros de Chile Tenencia de Carreteras Lampa.
- kilómetro 25 Batuco-Liray
- kilómetro 23 Retorno Lampa
- kilómetro 22 Lampa-Colina
- kilómetro 20 El Lucero
- kilómetro 18 Chicauma-Las Condes-Vitacura (Autopista Nororiente Ruta CH 77)
- kilómetro 16 Valle Grande-La Montaña
- kilómetro 15 Cañaveral-Valle Grande
- kilómetro 14 Buenaventura-Las Esteras.
- kilómetro 12 Lo Marcoleta-Quilicura
- kilómetro 11.2 Inicio Autopista Del Aconcagua
- Autopista Central

### Plazas de Peajes
- kilómetro 193 Troncal Pichidangui
- kilometro 127 Troncal El Melón
- kilómetro 89 Troncal Las Vegas
- kilómetro 26 Troncal Lampa

### Estaciones de Servicios en Autopista
- kilómetro 205 Área de Servicio Pronto Barra Copec Al Sur Palo Colorado (Santiago).
- kilómetro 205 Área de Servicio Pronto Barra Copec Al Norte Palo Colorado (La Serena).
- kilómetro 196 Área de Servicio Copec Pichidangui (La Serena).
- kilómetro 119 Área de Servicio Shell Upita Nogales (La Serena).
- kilómetro 107 Área de Servicio Shell Upita Hijuelas (Santiago-Llay Llay).
- kilómetro 103 Área de Servicio Pronto Barra Copec Hijuelas (La Serena).
- kilómetro 90 Área de Servicio Pronto Kiosco Copec Llay Llay (Santiago-Los Andes).
- kilómetro 85 Área de Servicio Shell Llay Llay (Llay-Llay).
- kilómetro 41 Área de Servicio Copec Til Til.
- kilómetro 28 Área de Servicio Pronto Barra Copec El Manzano (Colina).
- kilómetro 27 Área de Servicio Petrobras Spacio 1 El Manzano (Colina).
- kilómetro 21 Área de Servicio Shell Upa Lo Pinto (Colina).